# TASM
Turbo Assembler (TASM) — программный пакет компании Borland, предназначенный для разработки программ на языке ассемблера для архитектуры x86. Кроме того, TASM может работать совместно с трансляторами с языков высокого уровня фирмы Borland, такими как Turbo C и Turbo Pascal. Как и прочие программные пакеты серии Turbo, TASM больше не поддерживается.
Пакет TASM поставляется вместе с компоновщиком Turbo Linker и создаёт объектный .obj-файл, который компоновщик переводит в исполнимый файл. Полученные исполнимые файлы можно отлаживать с помощью Turbo Debugger.
По умолчанию TASM работает в режиме совместимости с другим распространённым ассемблером — Microsoft Macro Assembler, то есть TASM умеет транслировать исходники, разработанные под MASM. Кроме того, TASM имеет режим IDEAL, улучшающий синтаксис языка и расширяющий его функциональные возможности.
Последнее развитие компилятор получил благодаря современной среде разработки TASM Visual. С её помощью работа с компилятором многократно упрощается.

## Пример программы
Пример программы Hello, world! на этой платформе и диалекте:
```
 

.MODEL
 
TINY

CODE
 
SEGMENT

ASSUME
 
CS
:
CODE
,
 
DS
:
CODE

ORG
 
100
h

START:

        
mov
 
ah
,
9

        
mov
 
dx
,
OFFSET
 
Msg

        
int
 
21
h

        
int
 
20
h

        
Msg
 
DB
 
'
Hello
 
World
'
,
13
,
10
,
'
$
'

CODE
 
ENDS

END
 
START

```

```
 

IDEAL

MODEL
 
TINY

CODESEG

STARTUPCODE

        
mov
 
ah
,
9

        
lea
 
dx
,[
Msg
]

        
int
 
21
h

        
int
 
20
h

Msg
     
DB
 
'
Hello
 
World
'
,
13
,
10
,
'
$
'

END

```

```
 

         
.model
 
tiny
               
; Модель памяти, используемая для COM

         
.code
                     
; Начало сегмента кода

         
org
  
100
h
                 
; Начальное значение счетчика - 100h

start:
   
mov
  
ah
,
 
9
                
; Номер функции DOS - в AH

         
mov
  
dx
,
 
offset
 
message
   
; Адрес строки - в DX

         
int
  
21
h
                  
; Вызов системной функции DOS

         
mov
  
ax
,
4
C00h

         
int
  
21
h
                  
; Завершение программы

message
  
db
    
"
Hello
 
World
!
"
,
 
0
Dh
,
 
0
Ah
,
 
'
$
'
 
; Строка для вывода

         
end
  
start
                
; Конец программы

```